# Abenserragerna
Abenserragerna var en högättad morisk familj i Emiratet av Granada i Spanien, så kallad efter en medlem av familjen, Jusuf-ben-Zerrag, som var kung Muhammed VII:s förtroendeman. 
De är bekanta för sin tragiska undergång, i det att de av kung Abu Hassan omkring 1480, som jämte en annan förnäm morisk familj, Benedin, låg i fejder med dem, lockades in i Alhambra och där nedgjordes ett trettiotal av männen i ett blodbad, varifrån dock några få undkom. Detta tragiska öde, som utgör motivet i Chateaubriands berömda roman "Les aventures du dernier des abencérages", är inte historiskt bevisligt. Däremot vet man med säkerhet att abenserragerna spelade en betydlig politisk och militärisk roll under Muhammed VII:s strider om tronen under 1400-talets förra hälft.